# Sucrettes
 (février 2011).
Si vous disposez d'ouvrages ou d'articles de référence ou si vous connaissez des sites web de qualité traitant du thème abordé ici, merci de compléter l'article en donnant les références utiles à sa vérifiabilité et en les liant à la section « Notes et références ».
Ne doit pas être confondu avec Sucrette.
Sucrettes est une marque française dont l’origine remonte à 1909. Les produits de la marque sont des édulcorants, présentés sous la forme de comprimés.
Un comprimé SUCRETTES contient de la saccharine, du carbonate de sodium et du polyvinylpyrrolidone (E1201).
La marque appartient aux Laboratoires Galéniques Vernin.
La marque est couramment utilisée comme nom commun : sucrette qui désigne une pastille au goût sucré ne contenant aucun sucre destiné à remplacer le sucre en morceaux ou dit sucre de table. 